# Milton Delgado
Milton Delgado (La Matanza, 16 de junio de 2005) es un futbolista argentino. Juega como mediocampista y su equipo actual es el Club Atlético Boca Juniors de la Primera División de Argentina. Es internacional con la selección Sub-20 de Argentina.

## Trayectoria

### Inicios
Comenzó en el baby del Club Atlético Los Ángeles de Rafael Castillo, en el partido de La Matanza. Siendo adolescente, ingresó a las divisiones inferiores de Boca Juniors, pasando por diferentes categorías.

### Boca Juniors
El 3 de abril de 2024, se produjo su debut en el primer equipo de Boca Juniors, precisamente en el encuentro contra Nacional Potosí durante la Copa Sudamericana. El 25 de febrero de 2025, tuvo una de sus mejores actuaciones individuales en la victoria de Boca frente a Alianza Lima, sin embargo el Xeneize quedó eliminado por tanda de penales. El Gráfico definió a Delgado como "una sorpresa". Desde allí, siendo dirigido por Fernando Gago, Delgado se afianzó como uno de los mediocampistas titulares.

## Selección nacional

### Sub-20
En enero de 2025, fue convocado de por Diego Placente para el campeonato Sudamericano de Fútbol Sub-20 de 2025.

## Estadísticas

### Clubes
Actualizado al último partido disputado el 9 de agosto de 2025.
| Club                   | Div.                | Temporada           | Liga | Liga | Liga | Copa Nacional | Copa Nacional | Copa Nacional | Copa Internacional | Copa Internacional | Copa Internacional | Total | Total | Total |
| Club                   | Div.                | Temporada           | PJ   | G    | A    | PJ            | G             | A             | PJ                 | G                  | A                  | PJ    | G     | A     |
| ---------------------- | ------------------- | ------------------- | ---- | ---- | ---- | ------------- | ------------- | ------------- | ------------------ | ------------------ | ------------------ | ----- | ----- | ----- |
| Boca Juniors Argentina | 1.ª                 | 2024                | 11   | 0    | 0    | 2             | 0             | 0             | 4                  | 0                  | 0                  | 17    | 0     | 0     |
| Boca Juniors Argentina | 1.ª                 | 2025                | 15   | 0    | 1    | 0             | 0             | 0             | 1                  | 0                  | 0                  | 16    | 0     | 1     |
| Boca Juniors Argentina | Total               | Total               | 26   | 0    | 1    | 2             | 0             | 0             | 5                  | 0                  | 0                  | 33    | 0     | 1     |
| Total en su carrera    | Total en su carrera | Total en su carrera | 26   | 0    | 1    | 2             | 0             | 0             | 5                  | 0                  | 0                  | 33    | 0     | 1     |